# 참여계
참여계(參與系)는 제16대 대통령인 노무현(1946~2009)의 정치적 이념을 따르는 지지 세력이었던 친노(親盧)의 계파 구성원 중에서도 훗날 국민참여당(國民參與黨)에 합류하였던 계파를 가리킨다.
또한 2018년 7월경 이후의 기준으로써 참여계는 진보정당인 정의당의 계파로 분류된다.
참여계(參與系)라는 계파 세력은 한때 새천년민주당 및 개혁국민정당 이후 열린우리당 소속 당시의 친노(親盧)의 한 구성원으로 활약하였으며, 훗날 참여 정부 시대 중후반기에 제16대 보건복지부 장관을 지낸, 정치인 겸 작가 유시민(柳時敏)이 주요적인 주축 등을 이루어 성립된 2010년 1월 17일 창당 당시의 국민참여당 내부의 사실상 친유시민계(親柳時敏系)의 참여 계파 세력이기도 한데, 이 참여계(參與系)라는 계파는 새천년민주당(2005년 당시 민주당 개칭 이후 2007년 해체 선언) 및 열린우리당(2007년 해체 선언)의 당파 파맥을 구성한 후예라 할 수 있는 민주당계 정당(통합민주당 및 민주당, 민주통합당 및 민주당, 새정치민주연합 및 더불어민주당)에 잔류한 친노계 정치인 및 당원들과는, 서로 상당히 상이한 정치적 행보를 보이고 있다.
국민참여당은 2011년 12월에 민주노동당 및 새진보통합연대(진보신당 탈당파)와 합당하여 통합진보당으로 개편되었다. 2012년 새진보통합연대 및 인천연합 등과 함께 통합진보당을 탈당하여 진보정의당에 합류하였고, 현재는 진보정의당이 개명한 정의당에 주로 속해 있다.

## 같이 보기
- 국민참여당
- 참여민주주의
- 통합진보당
- 정의당